# Love Is (Whitney Houston)
Love Is è un singolo postumo della cantante statunitense Whitney Houston registrato nel 1990 e pubblicato l'8 novembre 2024.